# Castello di Pradovera
Il castello di Pradovera era una fortificazione, situata a Pradovera, frazione del comune italiano di Farini, nell'alta val Perino, in provincia di Piacenza. L'edificio si trovava su di uno sperone roccioso emergente rispetto alla conca di Pradovera, in posiziona dominante rispetto alla località di Colla, a circa 900 m s.l.m.

## Storia
La presenza dell'edificio è citata per la prima volta nel 1257, come di proprietà del comune di Piacenza, che l'aveva adibito ad avamposto per monitorare l'avanzamento di alcune casate nobiliari provenienti dalla val Trebbia e dall'alta val Nure, come i Nicelli. Nello stesso anno il forte, la cui guarnigione era formata da truppe al soldo della famiglia Pallavicino, fu conquistato da Obizzo Balbi, Montanaro Grassi e Federico Landi, nell'ambito della rivolta guelfa contro Oberto II Pallavicino, che successivamente riuscì a rientrarne in possesso. Nel 1266 fu ripreso dalla famiglia Balbi che nel 1271 lo lasciò al comune di Piacenza, insieme al castello di Pescremona.
Nel 1321 Leonardo Arcelli, supportato nell'occasione dalle forze guelfe di Francesco Scotti e Bardello Fulgosi, conquistò il castello. In un atto notarile datato 20 luglio 1330 una porzione del castello venne ceduta alla famiglia Anguissola da parte di Ferracane Peveri e dei suoi nipoti Albertino e Giovanni; la stessa famiglia Anguissola aveva acquisito precedentemente un'altra porzione della costruzione dal fratello di Ferracane, Ettore.
Nel 1438 il duca di Milano Filippo Maria Visconti investì Bartolomeo Anguissola del titolo comitale su Pradovera e il suo castello; l'investiturà fu ribadita nel corso dell'anno seguente da parte della comunità locale piacentina. Nel 1473 a seguito della confisca delle proprietà della famiglia Anguissola operata dal duca Galeazzo Maria Sforza, il castellò passò ad Antonio Caracciolo, che fu contestualmente investito anche di Statto e Macerato. Nel 1519 l'edificio fu conauistato da una banda agli ordini di Pier Maria Scotti che si macchiò di vari soprusi, tra cui la cacciata del cognato Gian Luigi Caracciolo dalla fortificazione. In conseguenza, il successivo 14 settembre il governatore di Piacenza Jacopo di Santa Colomba raccolse un migliaio di soldati, provenienti, oltreché da Piacenza, da Alessandria, Lodi e Cremona e supportati dall'artiglieria. Queste truppe assediarono Pradovera per circa dieci giorni, senza tuttavia riuscire ad espugnare il forte. Successivamente, una parte delle forze asserragliate all'interno, a causa di alcune dispute sorte tra i difensori, fuggì nottetempo, mettendo in difficoltà i compagni, alcuni dei quali riuscirono a fuggire nei giorni seguenti, mentre altri 18 furono imprigionati e successivamente condannati a morte per impiccagione su ordine dello stesso Santa Colomba. Una volta preso il forte, ne fu poi ordinata la distruzione, messa in atto dagli stessi abitanti del luogo entro il successivo mese di novembre.
Dopo essere stato riedificato, il forte fu assedaito ancora nel 1636, da parte di truppe spagnole impegnate nel conflitto contro il duca di Parma e Piacenza Odoardo I Farnese; il tentativo degli attaccanti non andò tuttavia a segno e Pradovera divenne contestualmente uno dei principali luoghi della resistenza farnesiana contro gli iberici che avevano preso possesso di Piacenza e di buona parte del territorio circostante.
Venti anni più tardi, a seguito della scomparsa del conte Ludovico Caracciolo, l'edificio fu avocato dalla Camera Ducale farnesiana che lo affittò al conte Ettore Scotti al quale subentrò nel 1663 la contessa Beatrice Borghi, la quale era la vedova del conte Ottaviano Caracciolo. A seguito di questo passaggio sorse una disputa che vedeva Francesco e Battista Caracciolo, rispettivamente membri dei rami famigliari di Macerato e Mezzano fare ricorso contro la decisione ducale. Nel 1669 la questione fu risolta da parte del duca Ranuccio II Farnese che concesse il castello di Pradovera ai due ricorrenti, suddividendo l'intera proprietà in due parti uguali. Un atto notarile redatto da Bonaventura Pallaroni nell'agosto 1702 riporta che Pietro Caracciolo da Mezzano avesse ceduto al conte Ottaviano Caracciolo i suoi diritti sul feudo di Fiorano e sul castello di Statto e alcune terre limitrofe in cambio della piena proprietà del castello di Pradovera che, secondo quanto riportato dall'atto, si trovava in rovina. Successivamente, a seguito della scomparsa senza eredi di Pietro Caracciolo, l'edificio fu ereditato dal cugino Cesare Caracciolo di Mezzano che ne mantenne il possesso fino agli ultimi anni del XVIII secolo.
Nell'Ottocento del castello rimaneva unicamente una stanza dotata di volta e cucine e una cisterna.
Buona parte dei resti furono definitivamente rasi al suolo negli anni cinquanta del XX secolo poiché, già pericolanti, minacciavano di crollare danneggiando alcune case sottostanti.

## Struttura
Costruito con un impianto castrense, del castello rimangono solo alcuni ruderi posti su una sporgenza rocciosa che domina la località di Colla.